# Carxofa Prat

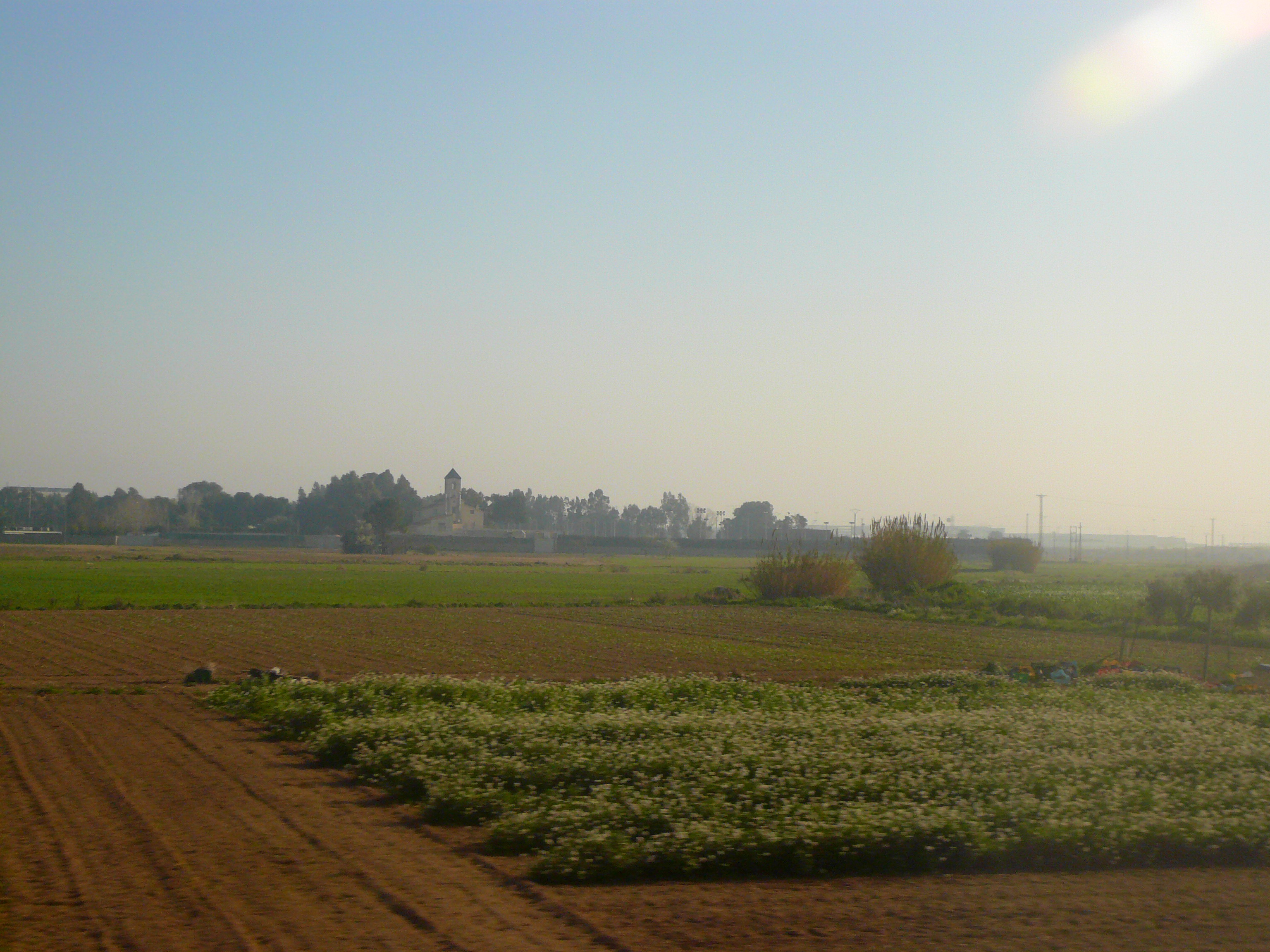
Parc Agrari del Baix Llobregat.

La carxofa Prat o carxofa del Prat és una varietat de carxofa catalana, pròpia del delta del Llobregat. Es cultiva principalment al Parc Agrari del Baix Llobregat.
El conreu de carxofes al Delta del Llobregat està documentat ininterrompudament des del segle xvi. En el decurs de l'època moderna, destaca especialment el cultiu d'aquesta hortalissa als termes municipals de l'Hospitalet de Llobregat i el Prat de Llobregat, d'on s'arriba a dir que tots els camps dedicats a l'horticultura eren coneguts com a «carxofers». El 1919 es va començar a exportar aquesta varietat de carxofa a Europa — al registre d'exportacions de 1933 hi consten dotze exportadors de carxofa. La Guerra Civil espanyola suposa una davallada en les exportacions. En acabar la guerra no es va recuperar l'exportació, però es mantingué el cultiu, destinat fonamentalment al mercat català. Aquest mercat coneix popularment la carxofa produïda al delta del Llobregat com a «carxofa del Prat»; així era costum d'identificar-la a les pissarres que indicaven el preu als mercats i les botigues de venda al consumidor.
El clima suau, amb l'acció del vent que baixa pel riu Llobregat, combinat amb les brises marines fan que la carxofa Prat sigui fresca, intensa, gustosa, suau i poc aspre.
El cultiu de la carxofa Prat també ve afavorit per un terreny d'origen al·luvial, lleugerament salí, profund i fèrtil. Les propietats característiques de la carxofa Prat venen acompanyades de l'alt valor nutricional d'aquest producte. Destaca per ser rica en hidrats de carboni, en forma d'inulina i fibra, i també és una de les verdures amb major contingut de magnesi, fòsfor i calci. A més, la carxofa Prat també destaca per la seva riquesa en fenols i polifenols.
El 23 de març de 2006, i amb motiu de la tramitació de la indicació geogràfica protegida de la Unió Europea (IGP), es va constituir l'Associació de Promotors de la IGP Carxofa Prat. Es tracta de la culminació d'un procés iniciat uns quants anys abans en què, entre altres aspectes, les dues principals cooperatives de comercialització de la carxofa (l'Agrícola del Prat de Llobregat i l'Agrària Santboiana), després d'un ampli debat i conjuntament amb el Consorci del Parc Agrari i representants dels ajuntaments respectius, acorden denominar la carxofa produïda en l'àmbit establert per la IGP Carxofa Prat.
| Municipi                                              | Superfície de conreu de carxofa (ha) |
| ----------------------------------------------------- | ------------------------------------ |
| Sant Boi de Llobregat                                 | 194                                  |
| El Prat de Llobregat                                  | 88                                   |
| Viladecans                                            | 31                                   |
| Santa Coloma de Cervelló                              | 16                                   |
| Gavà                                                  | 8                                    |
| Sant Joan Despí                                       | 6                                    |
| Sant Feliu de Llobregat                               | 4                                    |
| Sant Vicenç dels Horts                                | 3                                    |
| Molins de Rei                                         | 2                                    |
| L'Hospitalet de Llobregat                             | 1                                    |
| Cornellà de Llobregat                                 | 1                                    |
| El Papiol                                             | 0,5                                  |
| Castelldefels                                         | 0,5                                  |
| Fonts: Estudi socioeconòmic de la Carxofa Prat (2010) |                                      |

La temporada habitual de la carxofa Prat dura des de novembre fins a abril. L'extensió dels cultius de carxofa Prat és de 359 hectàrees. La producció anual estimada de carxofa Prat al Parc Agrari del Baix Llobregat és de 6.000.000 kg. El 75% d'aquesta producció es comercialitza a Mercabarna, i suposa un 40% de les carxofes que es venen a aquest mercat majorista de Barcelona.